# Женска фудбалска репрезентација Венецуеле
Женска фудбалска репрезентација Бразила (шп. Selección femenina de fútbol de Venezuela је женски фудбалски тим који представља Бразил на међународним такмичењима и такмичи се у Конфедерацији фудбалских савеза Јужне Америке (Конмебол).

## Историја
Женска фудбалска репрезентација Венецуеле је тим састављен од играчица венецуеланске националности које представљају државу и Венецуелански фудбалски савез (осн. 19251) у званичним такмичењима од 1991. године. Пуноправни је члан Међународне фудбалске федерације (ФИФА) од 1952.) и Јужноамеричке фудбалске конфедерације (Конмебол) од 1953. Венецуела је последња од десет јужноамеричких федерација која је формирана и приступила савезима. Њен деби је био 1. маја 1991. године током Јужноамеричког женског првенства исте године, где је поражена од Чилеа резултатом 1 : 0.
Женска фудбалска репрезентација Венецуеле учествује сваке четири године на Копа Америка за жене, у  квалификацијама за Светско првенство у фудбалу за жене. Њено најбоље учешће на женском Копа Америке било је 1991. године када је била трећа. Још једно од њених достигнућа на регионалном нивоу је освајање златне медаље на Играма Централне Америке и Кариба 2010. године.
На нивоу млађих репрезентација, Венецуела је учествовала на Светском првенству у фудбалу за У-20 за жене 2016, на три У-17 Светска првенства у фудбалу за жене (2010, 2014 и 2016) и на Олимпијским играма младих (2014).

## Достигнућа

### Светско првенство за жене
| Светско првенство у фудбалу за жене резултати | Светско првенство у фудбалу за жене резултати | Светско првенство у фудбалу за жене резултати | Светско првенство у фудбалу за жене резултати | Светско првенство у фудбалу за жене резултати | Светско првенство у фудбалу за жене резултати | Светско првенство у фудбалу за жене резултати | Светско првенство у фудбалу за жене резултати |
| Година                                        | Резултат                                      | Ута                                           | Поб                                           | Нер                                           | Изг                                           | ГД                                            | ГП                                            |
| --------------------------------------------- | --------------------------------------------- | --------------------------------------------- | --------------------------------------------- | --------------------------------------------- | --------------------------------------------- | --------------------------------------------- | --------------------------------------------- |
| 1991.                                         | Није се квалификовала                         | Није се квалификовала                         | Није се квалификовала                         | Није се квалификовала                         | Није се квалификовала                         | Није се квалификовала                         | Није се квалификовала                         |
| 1995.                                         | Није учествовала                              | Није учествовала                              | Није учествовала                              | Није учествовала                              | Није учествовала                              | Није учествовала                              | Није учествовала                              |
| 1999.                                         | Није се квалификовала                         | Није се квалификовала                         | Није се квалификовала                         | Није се квалификовала                         | Није се квалификовала                         | Није се квалификовала                         | Није се квалификовала                         |
| 2003.                                         | Није се квалификовала                         | Није се квалификовала                         | Није се квалификовала                         | Није се квалификовала                         | Није се квалификовала                         | Није се квалификовала                         | Није се квалификовала                         |
| 2007.                                         | Није се квалификовала                         | Није се квалификовала                         | Није се квалификовала                         | Није се квалификовала                         | Није се квалификовала                         | Није се квалификовала                         | Није се квалификовала                         |
| 2011.                                         | Није се квалификовала                         | Није се квалификовала                         | Није се квалификовала                         | Није се квалификовала                         | Није се квалификовала                         | Није се квалификовала                         | Није се квалификовала                         |
| 2015.                                         | Није се квалификовала                         | Није се квалификовала                         | Није се квалификовала                         | Није се квалификовала                         | Није се квалификовала                         | Није се квалификовала                         | Није се квалификовала                         |
| 2019.                                         | Није се квалификовала                         | Није се квалификовала                         | Није се квалификовала                         | Није се квалификовала                         | Није се квалификовала                         | Није се квалификовала                         | Није се квалификовала                         |
| 2023.                                         | Није играно                                   | Није играно                                   | Није играно                                   | Није играно                                   | Није играно                                   | Није играно                                   | Није играно                                   |
| Укупно                                        | -                                             | -                                             | -                                             | -                                             | -                                             | -                                             | -                                             |

*Нерешени мечеви укључују нокаут мечеве који су донети једанаестерци.

### Олимпијске игре
| Олимпијске игре резултати | Олимпијске игре резултати | Олимпијске игре резултати | Олимпијске игре резултати | Олимпијске игре резултати | Олимпијске игре резултати | Олимпијске игре резултати | Олимпијске игре резултати |
| Година                    | Резултат                  | Ута                       | Поб                       | Нер                       | Изг                       | ГД                        | ГП                        |
| ------------------------- | ------------------------- | ------------------------- | ------------------------- | ------------------------- | ------------------------- | ------------------------- | ------------------------- |
| 1996.                     | Није учествовала          | Није учествовала          | Није учествовала          | Није учествовала          | Није учествовала          | Није учествовала          | Није учествовала          |
| 2000.                     | Није се квалификовала     | Није се квалификовала     | Није се квалификовала     | Није се квалификовала     | Није се квалификовала     | Није се квалификовала     | Није се квалификовала     |
| 2004.                     | Није се квалификовала     | Није се квалификовала     | Није се квалификовала     | Није се квалификовала     | Није се квалификовала     | Није се квалификовала     | Није се квалификовала     |
| 2008.                     | Није се квалификовала     | Није се квалификовала     | Није се квалификовала     | Није се квалификовала     | Није се квалификовала     | Није се квалификовала     | Није се квалификовала     |
| 2012.                     | Није се квалификовала     | Није се квалификовала     | Није се квалификовала     | Није се квалификовала     | Није се квалификовала     | Није се квалификовала     | Није се квалификовала     |
| 2016.                     | Није се квалификовала     | Није се квалификовала     | Није се квалификовала     | Није се квалификовала     | Није се квалификовала     | Није се квалификовала     | Није се квалификовала     |
| 2020.                     | Није се квалификовала     | Није се квалификовала     | Није се квалификовала     | Није се квалификовала     | Није се квалификовала     | Није се квалификовала     | Није се квалификовала     |
| 2024.                     | Није играно               | Није играно               | Није играно               | Није играно               | Није играно               | Није играно               | Није играно               |
| Укупно                    | -                         | -                         | -                         | -                         | -                         | -                         | -                         |

*Нерешени мечеви укључују нокаут мечеве који су донети једанаестерци.

### Копа Америка за жене
| Копа Америка за жене рекорд | Копа Америка за жене рекорд | Копа Америка за жене рекорд | Копа Америка за жене рекорд | Копа Америка за жене рекорд | Копа Америка за жене рекорд | Копа Америка за жене рекорд | Копа Америка за жене рекорд |
| Година                      | Резултат                    | Ута                         | Поб                         | Нер                         | Изг                         | ГД                          | ГП                          |
| --------------------------- | --------------------------- | --------------------------- | --------------------------- | --------------------------- | --------------------------- | --------------------------- | --------------------------- |
| 1991.                       | Треће место                 | 2                           | 0                           | 0                           | 2                           | 0                           | 7                           |
| 1995.                       | Није учествовала            | Није учествовала            | Није учествовала            | Није учествовала            | Није учествовала            | Није учествовала            | Није учествовала            |
| 1998.                       | Прва фаза                   | 4                           | 0                           | 0                           | 4                           | 2                           | 25                          |
| 2003.                       | Прва фаза                   | 2                           | 0                           | 0                           | 2                           | 0                           | 10                          |
| 2006.                       | Прва фаза                   | 4                           | 1                           | 1                           | 2                           | 4                           | 10                          |
| 2010.                       | Прва фаза                   | 4                           | 1                           | 0                           | 3                           | 5                           | 15                          |
| 2014.                       | Прва фаза                   | 4                           | 1                           | 1                           | 2                           | 4                           | 6                           |
| 2018.                       | Прва фаза                   | 4                           | 2                           | 0                           | 2                           | 9                           | 6                           |
| Укупно                      | Треће место                 | 24                          | 5                           | 2                           | 17                          | 24                          | 79                          |

*Нерешени мечеви укључују нокаут мечеве који су донети једанаестерци.

### Панамеричке игре
| Панамеричке игре резултати | Панамеричке игре резултати | Панамеричке игре резултати | Панамеричке игре резултати | Панамеричке игре резултати | Панамеричке игре резултати | Панамеричке игре резултати | Панамеричке игре резултати |
| Година                     | Резултат                   | Ута                        | Поб                        | Нер                        | Изг                        | ГД                         | ГП                         |
| -------------------------- | -------------------------- | -------------------------- | -------------------------- | -------------------------- | -------------------------- | -------------------------- | -------------------------- |
| 1999.                      | Није учествовала           | Није учествовала           | Није учествовала           | Није учествовала           | Није учествовала           | Није учествовала           | Није учествовала           |
| 2003.                      | Није учествовала           | Није учествовала           | Није учествовала           | Није учествовала           | Није учествовала           | Није учествовала           | Није учествовала           |
| 2007.                      | Није учествовала           | Није учествовала           | Није учествовала           | Није учествовала           | Није учествовала           | Није учествовала           | Није учествовала           |
| 2011.                      | Није се квалификовала      | Није се квалификовала      | Није се квалификовала      | Није се квалификовала      | Није се квалификовала      | Није се квалификовала      | Није се квалификовала      |
| 2015.                      | Није се квалификовала      | Није се квалификовала      | Није се квалификовала      | Није се квалификовала      | Није се квалификовала      | Није се квалификовала      | Није се квалификовала      |
| 2019.                      | Није се квалификовала      | Није се квалификовала      | Није се квалификовала      | Није се квалификовала      | Није се квалификовала      | Није се квалификовала      | Није се квалификовала      |
| Укупно                     | -                          | -                          | -                          | -                          | -                          | -                          | -                          |

*Нерешени мечеви укључују нокаут мечеве који су донети једанаестерци.

### Игре Централне Америке и Кариба
| Игре Централне Америке и Кариба рекорд | Игре Централне Америке и Кариба рекорд | Игре Централне Америке и Кариба рекорд | Игре Централне Америке и Кариба рекорд | Игре Централне Америке и Кариба рекорд | Игре Централне Америке и Кариба рекорд | Игре Централне Америке и Кариба рекорд | Игре Централне Америке и Кариба рекорд | Игре Централне Америке и Кариба рекорд |
| Година                                 | Резултат                               | Ута                                    | Поб                                    | Нер                                    | Изг                                    | ГД                                     | ГП                                     |                                        |
| -------------------------------------- | -------------------------------------- | -------------------------------------- | -------------------------------------- | -------------------------------------- | -------------------------------------- | -------------------------------------- | -------------------------------------- | -------------------------------------- |
| 2010.                                  | Златна медаља                          | 5                                      | 4                                      | 1                                      | 0                                      | 8                                      | 3                                      |                                        |
| 2014.                                  | Четврто место                          | 5                                      | 2                                      | 0                                      | 3                                      | 12                                     | 6                                      |                                        |
| 2018.                                  | Бронзана медаља                        | 5                                      | 2                                      | 0                                      | 3                                      | 7                                      | 9                                      |                                        |
| 2022.                                  | Није играно                            | Није играно                            | Није играно                            | Није играно                            | Није играно                            | Није играно                            | Није играно                            | Није играно                            |
| Укупно                                 | Златна медаља                          | 15                                     | 8                                      | 1                                      | 6                                      | 27                                     | 18                                     |                                        |

**Нерешени мечеви укључују нокаут мечеве који су донети једанаестерци.